# Celeste Saulo
Andrea Celeste Saulo (Buenos Aires, 6 de mayo de 1964) es una científica y docente argentina,  vicepresidenta de la Organización Meteorológica Mundial y directora del Servicio Meteorológico Nacional de su país. Es la primera mujer que ingresó a la cúpula de la mayor entidad global en cuestiones de clima cuando comenzó la vicepresidencia de la OMM en 2018. Desde el 1 de junio de 2023 se convirtió en la primera mujer y primera persona latinoamericana en ser elegida para ocupar el cargo de secretaria general de la OMM entre 2024-2027.

## Trayectoria profesional
Es Licenciada en Ciencias Meteorológicas, egresada de la Universidad de Buenos Aires y en 1996 se doctoró en Ciencias de la Atmósfera en la misma universidad.
Desde 2000 se desempeña como investigadora de la Universidad de Buenos Aires y desde 2002 es investigadora del Consejo Nacional de Investigaciones Científicas y Técnicas (CONICET) en el Centro de Investigaciones del Mar y la Atmósfera y desde 2016 en el Servicio Meteorológico Nacional. Además es profesora asociada regular en la Facultad de Ciencias Exactas y Naturales de la Universidad de Buenos Aires. Su especialidad es el modelado numérico de la atmósfera, la representación de la incertidumbre en los pronósticos y la generación de productos orientados a la toma de decisión en el sector productivo y la gestión del riesgo.
Fue directora de tesis de licenciaturas y doctorales, directora de becas doctorales y posdoctorales y jurado de tesis doctorales. También ha dictado diversos cursos en calidad de profesora en la carrera de grado en la Facultad de Ciencias Exactas y Naturales y cursos de posgrado en la misma institución. Se desempeñó por dos períodos consecutivos como directora del Departamento de Ciencias de la Atmósfera y los Océanos, cargo en el que fue elegida por los claustros de estudiantes, graduados y profesores de ese Departamento.
Desde 2011 es miembro del Comité Directivo Científico del Programa Mundial de Investigación Meteorológica y es miembro del Consejo Ejecutivo de la Organización Meteorológica Mundial desde 2015.
En julio de 2014 fue nombrada directora del Servicio Meteorológico Nacional y en abril de 2018 la Organización Meteorológica Mundial la nombró vicepresidenta segunda.
En 2023 fue distinguida con el Diploma al Mérito de los Premio Konex en la disciplina Ciencias de la Tierra y de la Atmósfera por su trabajo en la última década.
Desde el 1 de junio de 2023 fue elegida secretaria general de la Organización Meteorológica Mundial para el periodo 2024-2027, lo que la convierte en la primera mujer y primera persona latinoamericana a cargo de la secretaria general.

## Publicaciones
Además ser autora de una gran cantidad de artículos en revistas científicas, es coautora de los siguientes libros:
- 2000: Assessment of a regional climate for South America: a dynamical downscaling approach.[10]
- 2017: JASMIN Joint Assessment of Soil Moisture Indicators (JASMIN) for southeastern South America.[10]